# 3448 Narbut
3448 Narbut este un asteroid din centura principală, descoperit pe 22 august 1977 de Nikolai Cernîh.